# Wankelmotor

Wankelmotor

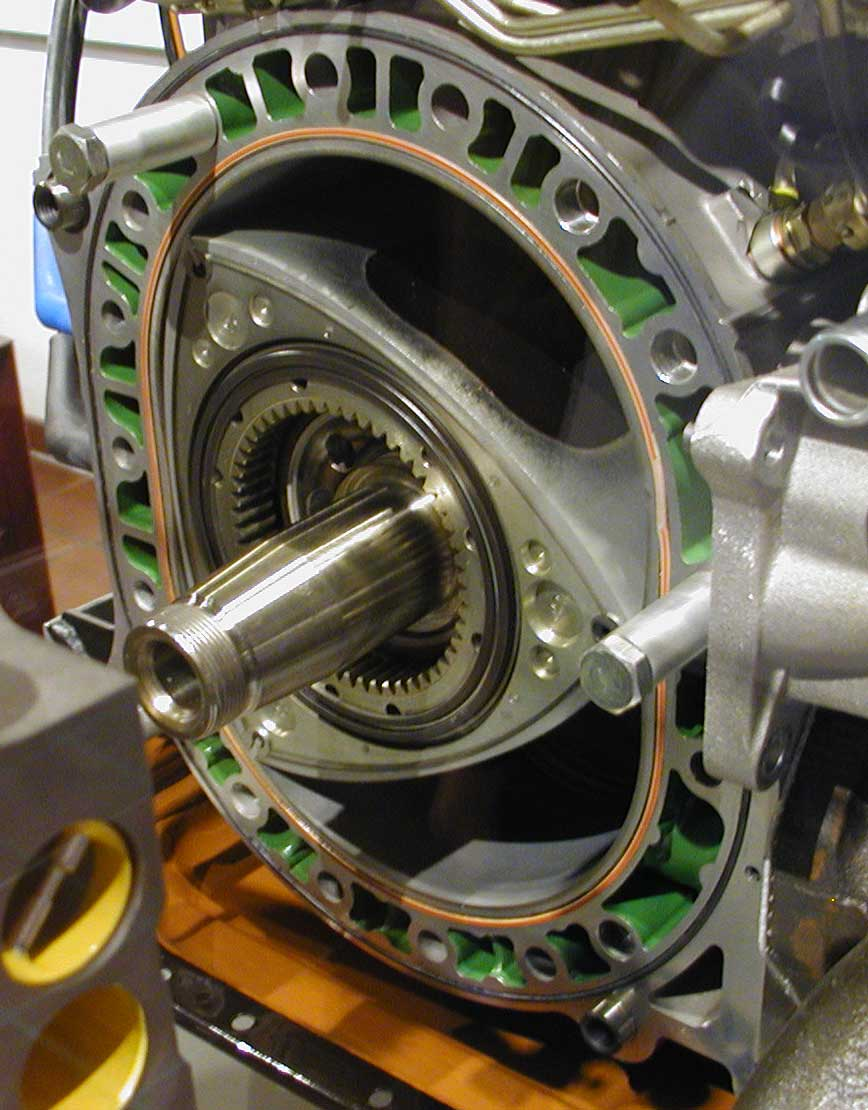
Wankelmotorns insida

En Wankelmotor är en typ av förbränningsmotor där rörelsen skapas med en roterande kolv, rotor, istället för en kolv med linjär rörelse. Motortypen kallas också för rotationskolvmotor och konstruerades av Felix Wankel år 1953.
Arbetet utförs enligt främst Ottomotorns men även dieselmotorns princip. Rotorn är liksidigt trekantig med svagt konvexa sidor och roterar inuti ett rotorhus så att det kring rotorn bildas tre hålrum. Rotorn roterar tack vare förbränningstrycken. Liksom en vanlig fyrtaktsmotor har motorn fyra faser: insugning, kompression, arbetsslag och utblåsning. Alla tre sidorna av rotorn genomlöper de fyra faserna under ett varv, dock förskjutna i förhållande till varann (se animerad illustration). Under ett varv hos rotorn förekommer således varje fas tre gånger. För att tillhandahålla tätning mellan de konvexa sidorna används så kallade apex-seals. Dessa apex-seals är ett område där wankelmotorn kan tänkas utvecklas till följd av att de ibland måste bytas ut och på grund av att de måste smörjas, därav blandar man i en viss halt olja i bensinen som på en tvåtaktsmotor på i alla fall vissa modeller.
Typiskt för wankelmotorer är liten volym, höga varv, mjuk gång och, åtminstone tidigare, hög bränsleförbrukning. En låg förbränningstemperatur ger låga utsläpp av kväveoxider. NSU var med sina personbilar på 1960-talet pionjärer med wankelmotor i personbilar. 1967 lanserades NSU Ro 80 som var en prestigebil med wankelmotor. Kammarvolymen var 2 x 500 cm3. Den utsågs till årets bil och sågs som framtidens bil utrustad med wankel. 
NSU-bilarna med wankelmotor hade ofta kort livslängd, därför var många bilar tvungna att byta motor innan garantitiden gått ut. I Tyskland skapades ett system med renoverade utbytesmotorer, för att minska kostnader för kunderna. Motorproblemen orsakade ekonomiska bekymmer för NSU och avskräckte andra tillverkare från att saluföra konstruktionen. År 1977 lades NSU Ro 80 ner. 
Ro 80 (Ro = rotationskolvmotor) hade under utvecklingsarbetet ett syskon; Ro 70, som senare presenterades som VW K 70. K 70 fick en rak 4-cylindrig bensinmotor när den tillverkades av VW.   
Mazda vidareutvecklade tekniken och förbättrade driftssäkerheten. Man löste även de tätningsproblem som fanns mellan rotor och cylindervägg. En milstolpe var när Mazda vann Le Mans 1991 med en wankelmotor. Under 2012 lade Mazda ner tillverkningen av sin sista modell med wankelmotor men återintroducerade den i laddhybriden MX-30 R-EV år 2023. 

## Wankelbilar
Bilar med wankelmotor:
- Mazda MX-30 (2020-), laddhybrid med wankelmotor som räckviddsförlängare.[6]
- Mazda Furai (2008, koncept)
- Mazda RX-8 (2003-2012)
- Mazda JC Cosmo (1990-1996)
- Mazda RX-7 (1978–2002)
- Mazda REPU (1974-1977)
- Mazda RX-5 (1975–1981)
- Mazda RX-3 (1971–1978)
- Mazda RX-2 (1970–1978)
- Mazda Cosmo Sport (1967–1995)
- Mazda 787B (1990)
- NSU Ro 80 (1967–1977)
- NSU Wankel Spider (1964–1967)
- Citroën M35 (1969–1971)
- Citroën GS Birotor (1973–1975)
- Mercedes-Benz C111 (1969–1970)

Motorcyklar med wankelmotor:
- Suzuki RE-5 (1975-77). Detta är den enda motorcykel utrustad med wankelmotor som serieproducerats.

## Övrigt
Den japanska tillverkaren O.S. Engines började saluföra en modellflygmotor enligt Wankels princip 1970. På 1970-talet fanns tillverkare av utombordare och snöskotrar med wankelmotorer, Norton-, Van Veen- och Suzukimotorcyklar har provat modeller med wankelmotor. I Tyskland har företaget Aixro tillverkat wankelmotorer sedan mitten av 1990-talet, bland annat för användning till gokartracing.